# Jan van Ooij
Johannes Gerardus Petrus Hendricus van Ooij (Zeilberg, 12 december 1930 - aldaar, 18 augustus 2005) werd onder zijn roepnaam Jan bekend als muzikant in zijn geboortestreek. Hij speelde onder meer in de regionaal bekende muziekgroep Moek.
Van Ooij werkte als technisch onderwijsassistent op de scholengemeenschap voor havo-vwo Peellandcollege te Deurne. De muziek was zijn passie. Nationale betekenis verwierf hij in de jaren zestig door het componeren van de muziek en schrijven van de tekst voor het Zeilbergs volkslied, een lied over zijn geboortedorp. 
De melodie van dit lied zou jaren later nog door tal van andere dorpsgemeenschappen in Nederland gebruikt worden voor het schrijven van een eigen melodie. In enkele gevallen, als de bewerkers het als een eigen lied brachten, werd door Jan een rechtszaak aangespannen en gewonnen.
Van Ooij was zeer betrokken bij het dorpsleven. Hij was actief binnen de fanfare, het Missie-thuisfront, toneelvereniging "Ons Vermaak/De Klotlanders", carnavalsvereniging "De Pottenbakkers", Hermenieke "Hendig Zat" en de redactie van het dorpsblad. In 1964 schreef hij het openluchtspel "Schón Volluk" ter ere van het vijftigjarig bestaan van de Parochie Zeilberg, dat zowel in 1964 als in 1989 werd opgevoerd. Hij deed tevens mee aan het zogenaamde "tonproate", een carnavalsactiviteit die te vergelijken valt met het huidige "stand-upcomedy".
Van Ooij was verder vanaf de oprichting in 1978 actief binnen Heemkundekring H.N. Ouwerling te Deurne en bekleedde een bestuursfunctie. Bovendien legde hij een unieke collectie Zuidoost-Brabantse oude songteksten aan, een goed voorbeeld van het vastleggen van oral history. Deze werden gedeeltelijk vanaf 1983 gepubliceerd in het tijdschrift van de heemkundekring, d'n Uijtbeijndel en gezongen door de volksmuziekgroep Moek.
In 2014 werd een monument voor Van Ooij in Zeilberg onthuld, waarin een regel uit het Zeilbergs volkslied is ingekerfd.
Van Ooij was gehuwd met Anneke Seijkens, en had vier kinderen en zes kleinkinderen. Hij was Lid in de Orde van Oranje-Nassau.